# Индустријска зона Артиђанале Езистенте Радел (Удине)
Индустријска зона Артиђанале Езистенте Радел је насеље у Италији у округу Удине, региону Фурланија-Јулијска крајина.
Према процени из 2011. у насељу је живело 56 становника. Насеље се налази на надморској висини од 112 м.